# Същинска Средна гора
Същинска Средна гора е планински, най-висок дял в централната част на Средна гора, разположена на територията на три области – Софийска, Пловдивска и Пазарджишка.

## Географско положение, граници, големина
Дялът обхваща котловинно-хълмистия и предимно планински релеф между долините на реките Тополница на запад и Стряма на изток, които я отделят съответно от другите два дяла на Средна гора – Ихтиманска Средна гора и Сърнена гора. На север достига до южните части на Златишко-Пирдопската и Карловската котловина, а на юг склоновете ѝ постепенно затъват в Горнотракийската низина. Чрез планинският праг Козница на север се свързва със Златишко-Тетевенска планина, дял от Стара планина. Дължината ѝ от запад на изток е около 65 км, а ширина от 10 км на изток до 30 км на запад. Площ около 2300 км2. Средна надморска височина 656 м.
На север в по-високата планинска част се проследява Бунайско-Богданския район. Тук над обширните плоски била последователно от запад на изток се открояват доминиращите върхове Братия (1518,5 м), Буная (1572,1 м) и Голям Богдан (1603,4 м), най-високата точка на цяла Средна гора. Почти в средата на този район в горното поречие на река Тополница се простира добре обособената Копривщенска котловина (1000 м). Южната котловинно-хълмиста част на Същинска Средна гора е представена от Панагюрско-Стрелчанския район. Тук освен малките Панагюрска и Стрелчанска котловина се включват и средните поречия на реките Луда Яна и Пясъчник.

## Природни особености, стопанско значение
Планината е изградена предимно от гнайси, гранити, мергелно-варовити седименти и вулканогенни материали, които обуславят и наличието на богати медно-рудни находища („Елшица“, „Асарел“, „Медет“ и др.) и минерални извори (Панагюрска баня, Стрелча, Красново, Старо Железаре, Хисаря, Клисура и др.).
Климатът е преходно-континентален, а по най-високите части – планински.
Цялата планина попада във водосборния басейн на река Марица, като от нея извират множество леви притоци на Марица – Тополница, Луда Яна (с левия си приток Стрелчанска Луда Яна), Потока, Пясъчник (с десния си приток Калаващица) и др. и десни притоци на река Стряма – Каварджиклийска река и др.
Почвената покривка е представена предимно от кафяви горски и излужени и оподзолени канелени горски почви. Големи участъци от планината са заети от хубави дъбови и букови гори и обширни ливади и пасища. Развива се рудодобива, дърводобива и дървообработването и животновъдството. По южните ѝ слънчеви склонове са засадени големи лозови масиви.

## Курортно и туристическо значение
Планината е обект на курортното и туристическото дело.
- Хижи: „Братия“, „Сакарджа“, „Оборище“, „Славея“, „Павел Делирадев“, „Кръстьо Чолаков“, „Богдан“, „Бунтовна“, „Чивира“, „Средногорец“, „Орела (Фенера)“, „Воден камък“ и др.
- Курорти: Панагюрска баня, Панагюрски колонии, Стрелча, Красновски минерални бани, Хисаря.
- Туристически комплекси: „Борова гора“ (край Пирдоп), „Бялото камъне“ и „Старосел“ (край Старосел) и др.
- Архитектурни, археологически и исторически обекти: градовете Копривщица и Панагюрище, тракийският култов комплекс край село Старосел, местността Оборище – място на първото българско велико народно събрание и др.

## Населени места в Същинска Средна гора
В планината, по нейните склонове и подножия са разположени 5 града и 36 села:
- Софийска област – 1 град и 4 села: Душанци, Копривщица, Нейкьовец, Петрич и Чавдар;
- Област Пазарджик – 2 града и 16 села: Баня, Блатница, Боримечково, Бъта, Дюлево, Елшица, Калугерово, Левски, Лесичово, Оборище, Панагюрище, Панагюрски колонии, Поибрене, Попинци, Свобода, Смилец (Област Пазарджик), Сребриново и Стрелча;
- Област Пловдив – 2 града и 16 села: Беловица, Богдан, Войнягово, Иван Вазово, Горна махала, Драгомир, Каравелово, Климент, Клисура, Красново, Кръстевич, Мало Крушево, Михилци, Мътеница, Песнопой, Слатина (Област Пловдив), Старосел и Хисаря.

## Транспорт
През Същинска Средна гора и по нейните подножия преминават 6 пътя от Държавната пътна мрежа:
- От север на юг, през планината, от град Златица до село Левски, на протежение от 55,4 – участък от второкласен път № 37 Ябланица – Златица – Панагюрище – Пазарджик – Пещера – Барутин.
- В най-източната ѝ част, от север на юг, от град Баня до село Песнопой, на протежение от 5,9 – участък от второкласен път № 64 Карлово – Пловдив.
- В най-високата част на планината, от север на юг, от гара Копривщица до село Беловица, на протежение от 55,7 – участък от третокласен път № 606 гара Копривщица – Стрелча – Труд.
- В най-източната ѝ част, от изток на запад, от село Михилци до град Хисаря, на протежение от 9,2 – участък от третокласен път № 642 Михилци – Хисаря – Калояново.
- В западната ѝ част, от запад на изток, от село Поибрене до град Стрелча, на протежение от 29,2 – участък от третокласен път № 801 Вакарел – Панагюрище – Стрелча.
- В най-югозападната ѝ част, по долината на река Тополница, между селата Мухово и Калугерово, на протежение от 20,8 – участък от третокласен път № 803 Ихтиман – Лесичово – Пазарджик.

По част от северния и източния склон на планината и в южната ѝ централна част преминават и участъци от трасетата на 3 жп линии:
- По северното ѝ подножие, между гарите Копривщица и Клисура – участък от трасето на Подбалканската жп линия София – Карлово – Бургас.
- По източното ѝ подножие, през Стремския пролом, между гарите Баня и Песнопой – участък от трасето на жп линия Карлово – Пловдив.
- В южната и централна част, между гарите Смилец и Панагюрище – участък от трасето на жп линия Пловдив – Панагюрище.

## Топографска карта
- Лист от карта K-35-37. Мащаб: 1 : 100 000.
- Лист от карта K-35-38. Мащаб: 1 : 100 000.
- Лист от карта K-35-49. Мащаб: 1 : 100 000.
- Лист от карта K-35-50. Мащаб: 1 : 100 000.